# Sascha
Sascha ist sowohl ein männlicher als auch ein weiblicher Vorname. Im deutschsprachigen Raum wird er überwiegend für Männer verwendet.

## Herkunft und Bedeutung
Im Russischen und anderen slawischen Sprachen ist Sascha (russisch Саша) oder Saschka eine Koseform des Namens Aleksaschka. Aleksaschka ist selbst bereits eine Nebenform des russischen Aleksandr. Ursprünglich stammen die Namen Alexander und Alexandra aus dem Griechischen. Heute ist Sascha in manchen Ländern (beispielsweise Deutschland) ein eigenständiger Name.

## Varianten
Sasha, Saša, Sacha

## Namenstag
In der katholischen Kirche wird der Namenstag von Sascha an den Gedenktagen für den Namen Alexander gefeiert.

## Namensträger

### Männliche Namensträger
- Sascha Anderson (* 1953), deutscher Schriftsteller
- Sascha Bigler (* 1968), Schweizer Drehbuchautor und Regisseur
- Sascha Diemer (*  1976), deutscher Snookerspieler
- Sascha Draeger (* 1967), deutscher Synchronsprecher, Hörspielsprecher und Schauspieler
- Sascha Dum (* 1986), deutscher Fußballspieler
- Sascha Eibisch (* 1978), deutscher Musiker, Schauspieler, Autor, Produzent, Moderator und Künstlermanager
- Sascha Empacher (* 1969), deutscher Sportmanager und Spielervermittler
- Sascha Feuchert (* 1971), ein deutscher Literaturwissenschaftler und Publizist
- Sascha Alexander Geršak (* 1975), deutscher Schauspieler
- Sascha Grammel (* 1974), deutscher Bauchredner, Comedian und Puppenspieler
- Sascha Hehn (* 1954), deutscher Schauspieler
- Sascha Heyna (* 1975), deutscher Journalist, Moderator und Sänger
- Sascha Ilitsch (* 1985), deutscher Handballspieler
- Sascha Juritz (1939–2003), deutscher Zeichner, Maler, Graphiker, Bildhauer, Steindrucker und Verleger
- Sascha Kolowrat-Krakowsky (1886–1927), österreichischer Filmproduzent, begründete die österreichische Filmindustrie
- Sascha Korf (* 1968), deutscher Moderator, Komiker, Improvisationskünstler und Schauspieler
- Sascha Lewandowski (1971–2016), deutscher Fußballtrainer
- Sascha Lienesch (* 1978), deutscher Politiker (CDU)
- Sascha Lobo (* 1975), deutscher Blogger, Buchautor, Journalist und Werbetexter
- Sascha Mölders (* 1985), deutscher Fußballspieler
- Sascha Münnich (* 1977), deutscher Soziologe und Hochschullehrer
- Sascha Nathan (* 1977), deutscher Theater- und Filmschauspieler
- Sascha Pfattheicher (* 1997), deutscher Handballspieler
- Sascha Quaderer (* 1974), liechtensteinischer Politiker (FBP)
- Sascha Reimann (* 1973), deutscher Musiker, Rapper und Schauspieler
- Sascha Röntgen-Schmitz (* 1972), deutscher Musiker unter dem Künstlernamen Sasha
- Sascha Rösler (* 1977), deutscher Fußballspieler
- Sascha Rotermund (* 1974), deutscher Schauspieler, Synchronsprecher, Hörspielsprecher, Hörbuchinterpret und Musiker
- Sascha Ruefer (* 1972), Schweizer Sportreporter, TV-Moderator und Showmaster
- Sascha Schuster (* 1971), deutscher Politiker (BD, BiW)
- Sascha Stowasser (* 1971), deutscher Arbeitswissenschaftler, Autor und Redner
- Sascha Tschorn (* 1976), deutscher Schauspieler
- Sascha Urweider (* 1980), Schweizer Radrennfahrer
- Sascha Vollmer (* 1971), deutscher Musiker, Produzent, Autor
- Sascha Weidner (1974–2015), deutscher Fotograf und Künstler
- Sascha Yunisoglu (* 1985), aserbaidschanisch-ukrainischer Fußballspieler
- Sascha Ziemann (* 1977), deutscher Strafrechtsprofessor

In Deutschland fand sich Sascha bei den Spitzenreitern in den 1970er und 80er Jahren unter den ersten 30, in den 90er Jahren noch unter den ersten 70 männlichen Vornamen, dann ließ seine Popularität aber nach.
Sascha ist ein inoffizieller Kurzname für den österreichischen Bundespräsidenten Alexander Van der Bellen.

### Weibliche Namensträger
- Sascha Karolin Aulepp (* 1970), deutsche Politikerin (SPD)
- Sascha Gura (1896–1946), deutsche Schauspielerin
- Sascha Kronburg (1893–1985), österreichische Malerin, Grafikerin und Illustratorin
- Sascha Ley (* 1967), deutsch-luxemburgische Schauspielerin
- Sascha Piwowarowa (* 1985), russisches Model (Modebranche)
- Sascha Laura Soydan (* 1972), deutsch-türkische Schauspielerin

## Weitere Bedeutungen
- Die Sascha Filmindustrie war von etwa 1920 bis zur Auflösung durch die Nationalsozialisten 1938 die größte Filmproduktionsgesellschaft Österreichs, benannt nach Sascha Kolowrat-Krakowsky.
- Sascha Porsche, ein von Ferdinand Porsche 1922 für Austro-Daimler entwickelter, zweisitziger Sportwagen, benannt nach Sascha Kolowrat-Krakowsky
- Sascha (Film), ein deutscher Film (2010) von Dennis Todorović
- Sascha … ein aufrechter Deutscher, ein Lied der Band Die Toten Hosen
- Sascha (Ort) (ukrainisch Саша), Dorf in der ukrainischen Oblast Winnyzja